# Коскония Галита
Коскония Галита (на латински: Cosconia Gallitta), с пълното име Коскония Лентули Малигуненсис Галита (на латински: Cosconia Lentuli Maligunensis Gallita) е римлянка от края на 1 век пр.н.е. и началото на 1 век. Майка е на Луций Елий Сеян, преториански префект и най-могъщият мъж след императора в Рим.
Произлиза от клон Лентул и Малугиненсис на фамилията Корнелии и от римската сенаторска фамилия Косконии. Дъщеря е на Гней Корнелий Лентул Авгур (консул 14 пр.н.е.; † 25 г.). Той натрупва голямо богатство, което след неговата смърт отива за императора.
Сестра е на Сервий Корнелий Лентул Малугиненсис (суфектконсул 10 г.) и Публий Корнелий Лентул Сципион (суфектконсул 2 г.). Полусестра е на Квинт Юний Блез (консул 10 г.)
Коскония Галита става втората съпруга на Луций Сей Страбон, който заема най-висши служби по времето на императорите Август и Тиберий. Преди това Сей Страбон е бил женен за Елия, дъщеря на Квинт Елий Туберон и има от нея син Луций Сей Туберон (суфектконсул 18 г.). Коскония Галита ражда ок. 20 пр.н.е. син Луций Сей (Луций Елий Сеян) (консул 31 г.), който е осиновен от роднината на съпруга ѝ Секст Елий Кат (затова промяната на името му на Сеян) и става брат на Елия Петина, втората съпруга на по-късния император Клавдий. Елия Петина живее след смъртта на баща ѝ при Коскония и Сей Страбон.
Сей Страбон става преториански префект, първо сам, а през 14 г. заедно със сина си Сеян. През 14 – 15 или 16 г. е управител на Египет (praefectus Aegypti).